# بوصير منعزل
البوصير المنعزل (باللاتينية: Verbascum eremobium) نوع نباتي يتبع جنس البوصير من الفصيلة الغدبية.

## الموئل والانتشار
موطنه بلاد الشام ومصر.